# Libohova
Libohova város Albánia délnyugati részén, a Drino folyó széles völgyének keleti oldalán, Gjirokastrától légvonalban 12, közúton 19 kilométerre délkeleti irányban. Gjirokastra megyén belül Libohova község, valamint Libohova alközség központja, egyúttal ez utóbbi közigazgatási egység egyetlen települése is. A 2011-es népszámlálás alapján az alközség, vagyis Libohova népessége 1992 fő. A nagybirtokos Libohova család otthonaként a 17–19. században virágzó település volt, amely mára inkább falusias jellegű agrártelepülés lett. Fő látványossága a város fölé tornyosuló libohovai vár.

## Fekvése
Libohova a Drino folyó észak–déli irányú, szélesen elterülő völgymedencéjének, a Dropulli-síkságnak a keleti peremén, a Bureto-hegység oldalában fekszik 406 méteres tengerszint feletti magasságban. A Suha-patak táplálja a várostól északnyugatra elterülő Libohovai-víztározót (Rezervuari i Libohovës). A Drino völgyében húzódó SH4-es főút a város nyugati határában húzódó, jó minőségű SH96-os úton érhető el.

## Történelme
Az ókorban a várostól 5 kilométerre délnyugatra, a Drino völgyében állt Hadrianopolis i. sz. 1. században alapított római városa, amely a 7. században néptelenedett el.
Az oszmán hódoltság időszakában, különösen a 17–19. században jelentős piachely, Dél-Albánia egyik legnagyobb földbirtokoscsaládja, a Libohovák központja volt. Amikor a dél-albániai hadúr, Ali Tepeleni pasa 1789 után elfoglalta Libohovát is, nővére, Shanisha beházasodott a Libohova családba. A pasa, „Janina oroszlánja”, 1796 és 1798 között várat építtetett a település fölé, amelynek falai ma is láthatóak. A házassági kapcsolat biztosította a város nyugodt virágzását és a Libohovák gyarapodását, akik az 1840-es évekre Dél-Albániában és Thesszáliában már 28 ezer hektárnyi föld birtokosai voltak.
A 20. század elején Albánia függetlenné válása, pontosabban a város közelében meghúzott albán–görög határ véget vetett Libohova gyarapodásának. Miután a kommunista éra iparosítási hulláma is elkerülte, napjainkig csupán adminisztratív funkciókkal rendelkező agrártelepülés.

## Nevezetességei

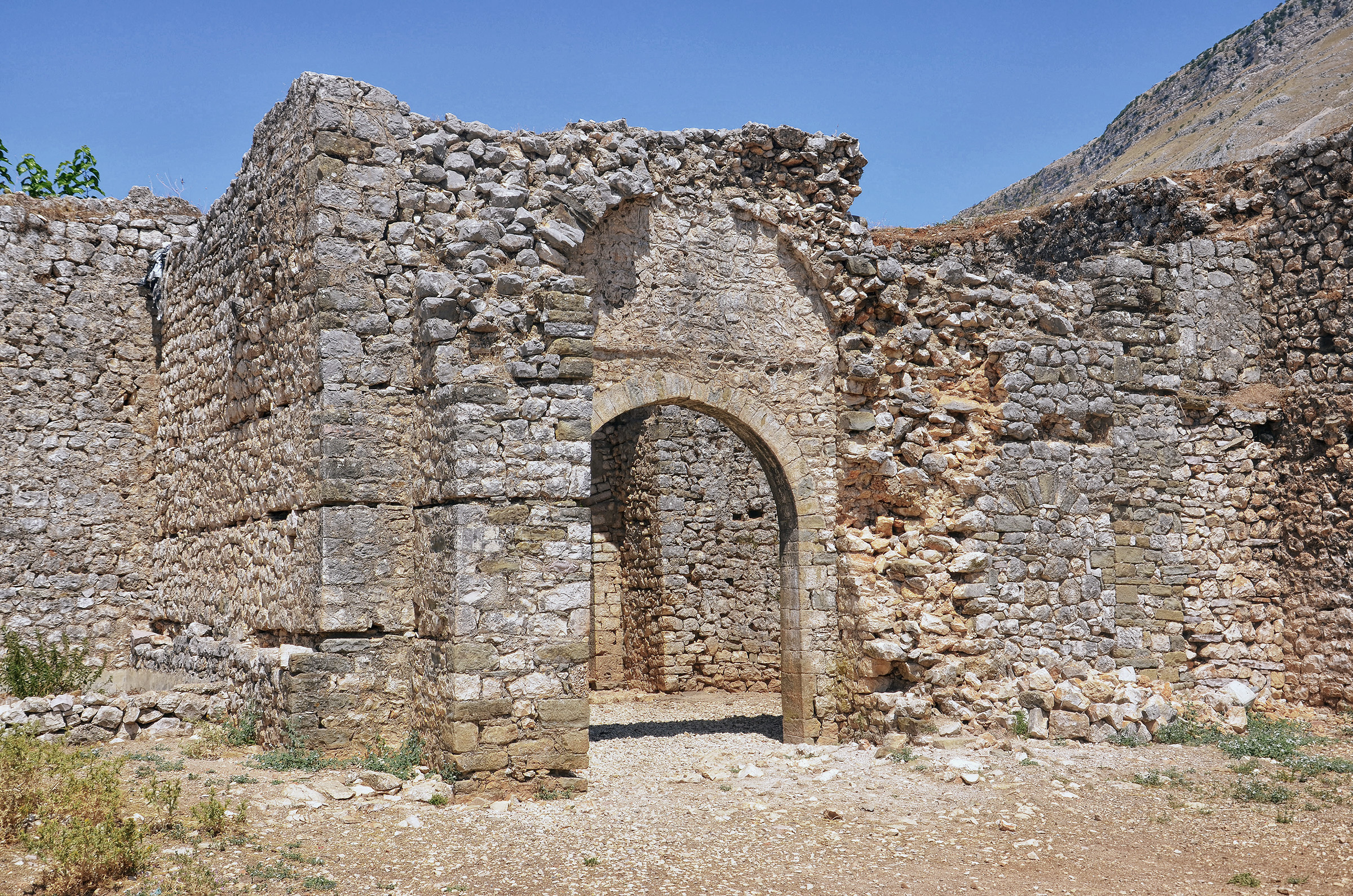
A libohovai vár északkeleti kapujának maradványai

Libohova álmos, csendes kisváros, a környék nevezetességeinek bejárására alkalmas kiindulópont szálláshelyekkel. Nevezetes a főtér hatalmas, ötszáz évesnek mondott platánfája, amelynek közelében hűs vizű forrás bukkan fel a föld alól. A platánfa adta árnyékban hangulatos teraszétterem várja a vendégeket. A városka fő nevezetessége a libohovai vár, amelyet Ali Tepeleni pasa építtetett 1796 és 1798 között. A szürke mészkőből felépített impozáns erődítmény a város fölé magasodik. A vár fölötti hegyoldalban magasodik a Libohovák által a 17. században épített őrtorony, a városban található még egy bektási türbe, mögötte pedig a Libohovák mára gazzal felvert családi temetője.
A környéken megtekintésre érdemes a közeli Labova e Kryqit 6. századi alapokon a feltehetően a 13. században felépült Istenszülő elszenderedése temploma, a 19. század elején épült melani bektási tekke, valamint már a Drino völgyében az ókori Hadrianopolis római kori színházának romjai.

### Nevezetes szülöttei
- Myfit Libohova (1876–1927) politikus, az első albán kormány belügyminisztere, aki számos további kormányban töltött be kormánypozíciókat egészen haláláig.[15]
- Avni Rustemi (1895–1924) politikus, Esat Toptani gyilkosa, aki maga is politikai merénylet áldozatává vált; a halála nyomán gerjedt közfelháborodás vezetett 1924-ben a júniusi forradalom kitöréséhez.[16] A városka főterén áll mellszobra.
- Nexhmije Zaimi(wd) (1914–2003) újságíró, író.[17]